# Mistrzostwa Europy w Wioślarstwie 1969
59. Mistrzostwa Europy w Wioślarstwie odbyły się w dniach 5-7 września (zawody kobiet) oraz ?-14 września (zawody mężczyzn) 1969 r. w austriackim Klagenfurcie. Mężczyźni rywalizowali w 7, a kobiety w 5 konkurencjach wioślarskich na pobliskim jeziorze Wörthersee. 

## Medaliści

### Mężczyźni
| Konkurencja                 | Złoto | Czas    | Srebro | Czas    | Brąz | Czas    | Źródło      |
| --------------------------- | --- | ------- | --- | ------- | --- | ------- | ----------- |
| M1x (jedynka)               | Alberto Demiddi | 7:45.79 | Joachim Böhmer | 7:49.39 | Jochen Meißner | 7:53.47 | [ 2 ] [ 3 ] |
| M2x (dwójka podwójna)       | Stany Zjednoczone John van Blom · Thomas McKibbon | 7:07.82 | Austria Sepp Puchinger · Manfred Krausbar | 7:12.03 | NRD Jochen Brückhändler · Manfred Haake | 7:13.56 | [ 4 ] [ 3 ] |
| M2- (dwójka bez sternika)   | Stany Zjednoczone Larry Hough · Tony Johnson | 7:11.73 | NRD Frank Forberger · Dieter Grahn | 7:12.07 | Dania Peter Christiansen · Ib Larsen | 7:14.24 | [ 5 ] [ 3 ] |
| M2+ (dwójka ze sternikiem)  | Czechosłowacja Oldřich Svojanovský · Pavel Svojanovský · Vladimír Petříček (sternik)                                                                              | 7:44.10 | Włochy Primo Baran · Angelo Rossetto · Giorgio Sajeva (sternik) | 7:45.26 | Rumunia Gheorghe Moldoveanu · Petre Ceapura · Gheorghe Gheorghiu (sternik)                                                                                  | 7:46.57 | [ 6 ]       |
| M4- (czwórka bez sternika)  | ZSRR Wiktor Aleszyn · Boris Wiesiełow · Michaił Czekin · Anatolij Fiodorow                                                                                        | 6:47.90 | Węgry Antal Melis · György Sarlós · József Csermely · Zoltán Melis | 6:48.95 | NRD Werner Klatt · Peter Gorny · Karl-Heinz Prudöhl · Bernd Meerbach                                                                                        | 6:51.19 | [ 7 ] [ 3 ] |
| M4+ (czwórka ze sternikiem) | RFN Peter Berger · Hans-Johann Färber · Gerhard Auer · Alois Bierl · Stefan Voncken (sternik)                                                                     | 6:43.17 | NRD Peter Hein · Jörg Lucke · Heinz-Jürgen Bothe · Klaus-Dieter Bähr · Hartmut Wenzel (sternik)                                                                                       | 6:44.27 | Szwajcaria Hugo Waser · Franz Rentsch · Peter Bolliger · Adolf Waser · Martin Bächler (sternik)                                                             | 6:51.63 | [ 8 ] [ 3 ] |
| M8+ (ósemka)                | NRD Dieter Schubert · Manfred Wiesner · Horst Walter · Klaus Liefke · Rolf Zimmermann · Volker Thurow · Wolfgang Wüst · Klaus Bährwald · Wolfgang Wilde (sternik) | 6:07.53 | ZSRR Zigmas Jukna · Władimir Jeszynow · Wołodymyr Sterlik · Juozas Jagelavičius · Liudas Subačius · Aleksandr Chamin · Anatolij Tkaczuk · Witalij Kurdczenko · Igor Rudakow (sternik) | 6:09.63 | RFN Günther Karl · Achim Wienstroer · Thomas Hitzbleck · Ingo Scholz · Manfred Weinreich · Rolf Hartung · Franz Held · Bernd Gördes · Lutz Benter (sternik) | 6:09.67 | [ 9 ] [ 3 ] |

### Kobiety
| Konkurencja                           | Złoto | Czas    | Srebro | Czas    | Brąz | Czas    | Źródło       |
| ------------------------------------- | --- | ------- | --- | ------- | --- | ------- | ------------ |
| W1x (jedynka)                         | Genovaitė Šidagytė | 3:53.01 | Anita Kuhlke | 3:56.16 | Renate Sika | 3:56.27 | [ 10 ] [ 3 ] |
| W2x (dwójka podwójna)                 | NRD Gisela Jäger · Rita Schmidt | 3:35.87 | Czechosłowacja Alena Kvasilová · Jana Fišáková | 3:37.81 | ZSRR Jewgienija Własowa · Tatjana Markwo | 3:39.05 | [ 11 ] [ 3 ] |
| W4x+ (czwórka podwójna ze sternikiem) | ZSRR Sofija Gruczowa · Tatjana Gomołko · Aleksandra Boczarowa · Antonina Mariszkina · Tamara Gron (sternik)                                                                | 3:24.22 | Rumunia Ioana Tudoran · Mitana Botez · Doina Bardaș · Ileana Nemeth · Ștefania Borisov (sternik)                                                                                       | 3:24.62 | NRD Dagmar Seipt-Holst · Inge Schneider-Gabriel · Ingelore Kremtz-Bahls · Monika Ringel · Karin Bauschke-Luck (sternik)                                                       | 3:25.64 | [ 12 ] [ 3 ] |
| W4+ (czwórka ze sternikiem)           | ZSRR Nina Bystrowa · Nina Burakowa · Nina Abramowa · Nadieżda Nikołajewa · Olga Błagowieszczenska (sternik)                                                                | 3:33.25 | NRD Rosel Nitsche · Sabine Dähne · Martina Wunderlich · Renate Weber · Ulrike Skrbek (sternik)                                                                                         | 3:37.68 | RFN Ilse Lebert · Bärbel Seddig · Astrid Kallmayr · Heike Witt · Erika Rehberg (sternik)                                                                                      | 3:39.46 | [ 13 ] [ 3 ] |
| W8+ (ósemka)                          | NRD Marita Berndt · Hanna Mitter · Ursula Pankraths · Gabriele Kelm · Renate Schlenzig · Rosemarie Lorenz · Renate Boesler · Barbara Behrend-Koch · Gudrun Apelt (sternik) | 3:11.92 | ZSRR Walentina Baklicka · Ludmiła Reszetniak · Lubow Antonowa · Galina Litowiec · Tamara Danilina · Kławdija Marudo · Walentina Barinowa · Natalja Sidowinowa · Ałła Siszewa (sternik) | 3:13.12 | Rumunia Ecaterina Trancioveanu · Stana Tudor · Elena Neculau · Elena Dragomir · Viorica Crețu · Marioara Sîngiorzan · Viorica Lincaru · Doina Bălașa · Elena Giurcă (sternik) | 3:14.83 | [ 14 ] [ 3 ] |

## Klasyfikacja medalowa
| Miejsce | Reprezentacja     | Złoto | Srebro | Brąz | Razem |
| ------- | ----------------- | ----- | ------ | ---- | ----- |
| 1.      | ZSRR              | 4     | 2      | 1    | 7     |
| 2.      | NRD               | 3     | 5      | 3    | 11    |
| 3.      | Stany Zjednoczone | 2     | 0      | 0    | 2     |
| 4.      | RFN               | 1     | 0      | 3    | 4     |
| 5.      | Czechosłowacja    | 1     | 1      | 0    | 2     |
| 6.      | Argentyna         | 1     | 0      | 0    | 1     |
| 7.      | Rumunia           | 0     | 1      | 2    | 3     |
| 8.      | Austria           | 0     | 1      | 1    | 2     |
| 9.      | Węgry             | 0     | 1      | 0    | 1     |
| 9.      | Włochy            | 0     | 1      | 0    | 1     |
| 11.     | Dania             | 0     | 0      | 1    | 1     |
| 11.     | Szwajcaria        | 0     | 0      | 1    | 1     |
| Razem   | Razem             | 12    | 12     | 12   | 36    |